# Synechococcaceae
Famille
Les Synechococcaceae sont une famille de cyanobactéries de l'ordre des Synechococcales.

## Liste des genres
- Anathece Komárek et al., 2011
- Bacularia Borzì, 1905
- Cyanobium Rippka & Cohen-Bazire, 1983
- Cyanocatena Hindák, 1975
- Cyanodictyon Pascher, 1914
- Cyanogranis Hindák, 1982
- Cyanonephron Hickel, 1985
- Cyanothamnos Cronberg, 1991
- Epigloeosphaera Komárková, 1991
- Lemmermanniella Geitler, 1942
- Lithococcus Ercegović, 1925
- Lithomyxa Howe, 1931
- Rhabdoderma Schmidle & Lauterborn, 1900
- Rhabdogloea Schröder, 1917
- Rhodostichus Geitler & Pascher, 1931
- Synechococcus Nägeli, 1849
- Thermosynechococcus Katoh et al., 2001